# Paweł Potent
Paweł Potent (ur. 24 marca 1975 w Radomiu) – polski piłkarz. W najwyższej klasie ligowej rozegrał 41 meczów jako zawodnik Stali Stalowa Wola i Rakowa Częstochowa.